# Statek szpitalny

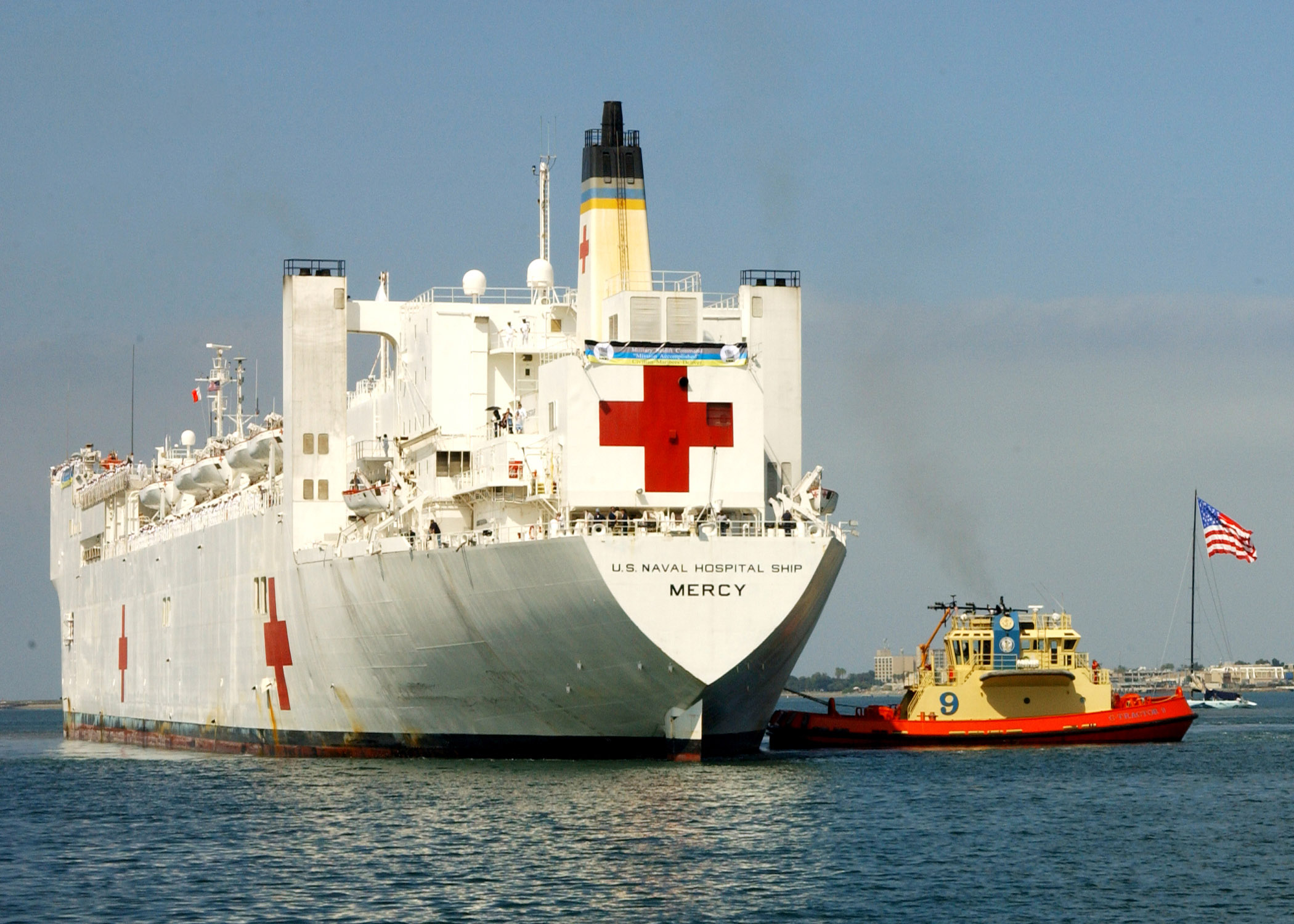
Statek szpitalny USNS Mercy (T-AH-19)

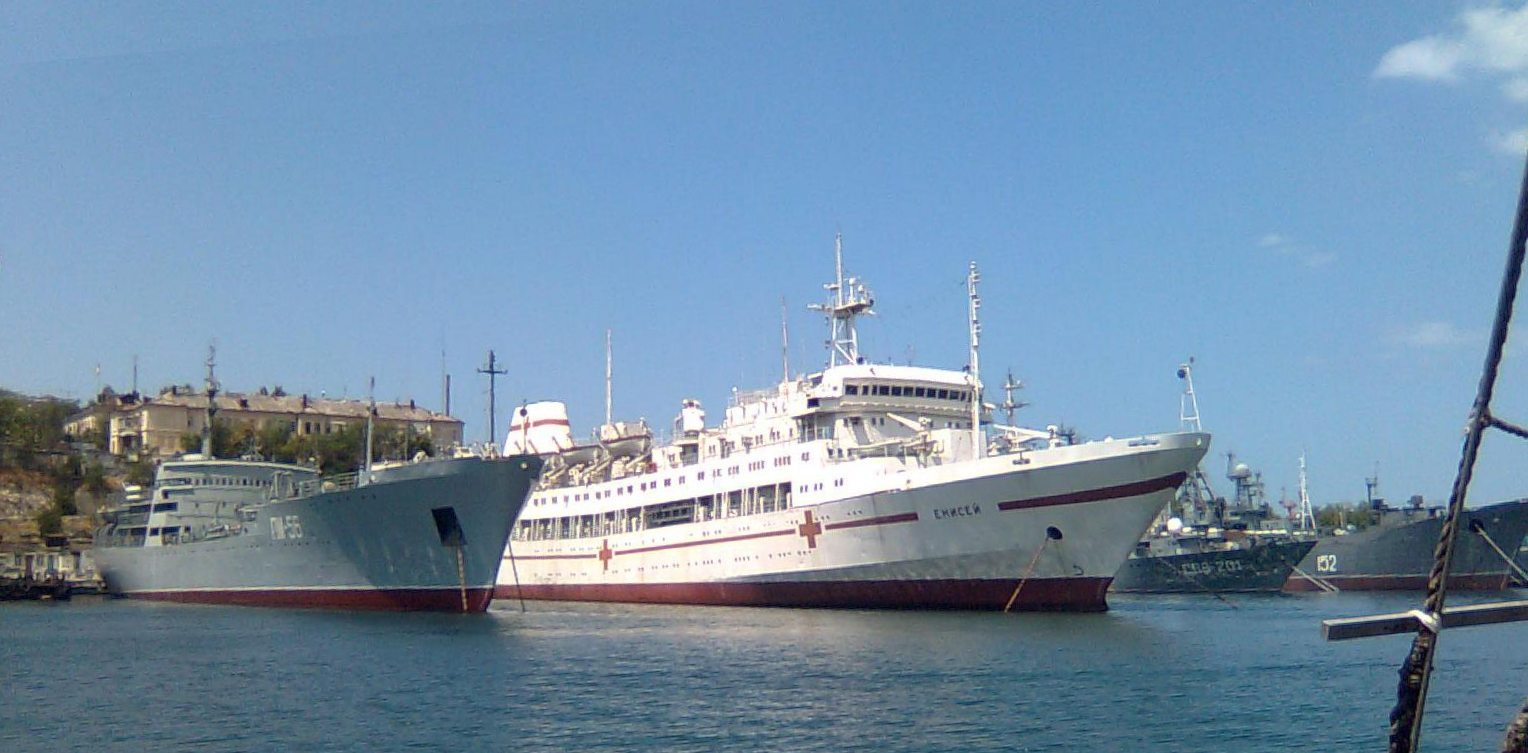
Statek szpitalny „Jenisej” w porcie w Sewastopolu

Statek szpitalny lub okręt szpitalny (w przypadku jednostek wojskowych), a także Szpital wodny – jednostka pływająca zaprojektowana lub przystosowana do użytku jako pływający szpital, znajdująca zastosowanie zwłaszcza podczas konfliktów zbrojnych.
Podczas I wojny światowej do funkcji statków szpitalnych przystosowywano brytyjskie pasażerskie liniowce, takie jak HMHS „Britannic”, RMS „Mauretania” i RMS „Aquitania”.
Podczas II wojny światowej funkcję tę pełniła tylko RMS „Aquitania”, bo „Britannic” zatonął w 1916 po wpłynięciu na minę niemiecką, a „Mauretania” została zezłomowana w 1934.
Współczesne okręty szpitalne opatrzone są Czerwonym Krzyżem lub Czerwonym Półksiężycem, co zgodnie z postanowieniami konwencji genewskich daje im ochronę definiowaną przez przepisy międzynarodowego prawa humanitarnego. Zaboru jednostek szpitalnych zabroniła X konwencja haska z 1907 o zastosowaniu do wojny morskiej zasad konwencji genewskiej. Inna konwencja haska z 1904 nakazuje w czasie wojny zwalniać je od wszelkich podatków i opłat, nakładanych na statki w portach stron.
Największymi na świecie, nadal pełniącymi służbę okrętami szpitalnymi są należące do Marynarki Wojennej Stanów Zjednoczonych USNS „Mercy” i USNS „Comfort”. Oba okręty to przebudowane zbiornikowce.
Obecnie Marynarka Wojenna RP nie posiada żadnego okrętu stale pełniącego funkcję pływającego szpitala. Podczas I wojny w Zatoce Perskiej jako okręt szpitalny służył przebudowany w tym celu okręt szkolny ORP „Wodnik”.
Etap służby w charakterze jednostki szpitalnej ma za sobą m.in. holenderski jednokominowy motorowiec pasażerski „Oranje II” (ok. 20.000 BRT, w swoim czasie najszybszy motorowiec świata), zbudowany w Amsterdamie w 1939 roku dla Stoomvaart Mij. 'Nederland'. Służba „Oranje II” pod znakami czerwonego krzyża trwała od 31 lipca 1941 roku do 19 lipca 1946 roku; w tym czasie statek przepłynął prawie 400 000 Mm i przewiózł na swoich pokładach prawie 33 000 pacjentów (przy maksymalnie 750 miejscach). W pierwszą podróż z rannymi statek wyruszył z Suezu do Sydney w sierpniu 1941 roku, w ostatnią – z repatriantami z japońskich obozów jenieckich – pod koniec listopada 1945 roku z Melbourne przez Perth, Semarang i Batawię do Southampton.
Podczas I wojny światowej służbę statku szpitalnego pod znakami Marynarki Cesarskiej pełniła (przez sześć miesięcy) m.in. pierwsza jednostka nazwana imieniem gen. G J D von Scharnhorsta (1755-1813) – ok. 8400-tonowy parowy statek pasażerski NDLu, zbudowany w 1904 roku w Geestemuende. 
W II wojnie światowej pod znakami Kriegsmarine służyło ok. 60 regularnych – tj. odpowiednio zgłoszonych stosownym władzom – jednostek szpitalnych; w tym takie duże statki pasażerskie, jak „Pretoria” (około 17 000 BRT), „Robert Ley” (ok. 27 300 BRT), „Strassburg” (zdobyczny holenderski „Baloeran”, 17 000 BRT), czy młodsza siostrzyca „Steubena” – „Stuttgart” (13 300 BRT). Ten ostatni został w dniu 9 października 1943 roku zbombardowany przez alianckie samoloty w Gotenhafen (Gdyni) i niemal kompletnie spłonął z ciężkimi stratami wśród rannych i personelu medycznego; wypalony wrak statku został następnie zatopiony w wodach Zatoki Gdańskiej.
Od 22 września 1939 roku do 19 listopada 1940 roku służbę statku szpitalnego pełnił także słynny motorowiec „Wilhelm Gustloff” (ok. 25 500 BRT), zbudowany w Hamburgu w 1938 roku dla KdF. W tym czasie na pokładzie motorowca ponad 3100 razy udzielono pomocy rannym i chorym, przeprowadzono ponad 1700 badań aparatem rentgenowskim i w czterech rejsach przetransportowano z Norwegii do Niemiec prawie 2000 rannych.